# Гран-Шан (кантон)
Гран-Шан (фр. Grand-Champ) — кантон во Франции, находится в регионе Бретань, департамент Морбиан. Расположен на территории двух округов: шесть коммун входят в состав округа Ван, одиннадцать — в состав округа Понтиви.

## История
До 2015 года в состав кантона входили коммуны Брандиви, Гран-Шан, Кольпо, Локмарья-Гран-Шан, Локмине, Мёкон, Плескоп и Плодрен.
В результате реформы 2015 года состав кантона был изменен: в его состав вошли коммуны упраздненных кантонов Локмине и Роан.
С 1 января 2016 года состав кантона изменился: коммуны Мустуар-Ремёнголь, Незен и Ремёнголь образовали новую коммуну Эвелис.

## Состав кантона с 1 января 2016 года
В состав кантона входят коммуны (население по данным Национального института статистики за 2019 г.):
- Брандиви (1 300 чел.)
- Бреан (2 289 чел.)
- Гран-Шан (5 552 чел.)
- Кольпо (2 192 чел.)
- Креден (1 520 чел.)
- Морбиан (979 чел.)
- Локельтас (1 885 чел.)
- Локмарья-Гран-Шан (1 708 чел.)
- Локмине (4 505 чел.)
- Мустуар-Ак (1 733 чел.)
- Плёгрифет (1 297 чел.)
- Плодрен (1 953 чел.)
- Плюмлен (2 770 чел.)
- Раднак (1 067 чел.)
- Регини (1 964 чел.)
- Роан (1 636 чел.)
- Эвелис (3 483 чел.)

## Политика
На президентских выборах 2022 г. жители кантона отдали в 1-м туре Эмманюэлю Макрону 31,8 % голосов против 28,5 % у Марин Ле Пен и 15,1 % у Жана-Люка Меланшона; во 2-м туре в кантоне победил Макрон, получивший 55,9 % голосов. (2017 год. 1 тур: Эмманюэль Макрон – 25,5 %, Марин Ле Пен – 22,9 %, Франсуа Фийон – 20,7 %, Жан-Люк Меланшон – 15,3 %; 2 тур: Макрон – 64,7 %. 2012 год. 1 тур: Николя Саркози — 29,9 %, Франсуа Олланд — 23,8 %, Марин Ле Пен — 19,2 %; 2 тур: Саркози — 51,6 %).
С 2021 года кантон в Совете департамента Морбиан представляют мэр коммуны Плюмлен Пьер Геган (Pierre Guégan) и первый вице-мэр коммуны Гран-Шан Доминик Ле Мёр (Dominique Le Meur) (оба ― Разные правые).
|                | Кандидаты                    | Партия                   | Первый тур | Первый тур     | Второй тур | Второй тур |
| Кол-во голосов | Кандидаты                    | Партия                   | % голосов  | Кол-во голосов | % голосов  |            |
| -------------- | ---------------------------- | ------------------------ | ---------- | -------------- | ---------- | ---------- |
|                | Пьер Геган Доминик Ле Мёр    | Разные правые            | 4 498      | 51,84          | 5 736      | 69,27      |
|                | Кристиан Аллио Катрин Боттен | Разные левые             | 2 151      | 24,79          | 2 545      | 30,73      |
|                | Жак Леш Элен Мертен          | Национальное объединение | 2 028      | 23,37          |            |            |

|                | Кандидаты                    | Партия             | Первый тур | Первый тур |
| Кол-во голосов | Кандидаты                    | Партия             | % голосов  |            |
| -------------- | ---------------------------- | ------------------ | ---------- | ---------- |
|                | Ив Блёнвен Анник Моген       | Правый блок        | 7 444      | 57,44      |
|                | Жизель Бюрбан Габриэль Буш   | Национальный фронт | 3 621      | 27,94      |
|                | Кристиан Аллио Катрин Боттен | Левый фронт        | 1 894      | 14,62      |